# Pseudoarqueologia
| |  |  |
| Erich von Däniken (esquerda) e Graham Hancock (direita) são dois dos autores da pseudoarqueologia com mais livros publicados. |  |  |

Pseudoarqueologia (também chamada arqueologia fantástica, arqueologia de culto - em inglês cult archaeology, e criptoarqueologia) também conhecida como arqueologia alternativa, arqueologia marginal, arqueologia fantástica, arqueologia de culto e arqueologia assustadora – é a interpretação do passado por pessoas que não são arqueólogas profissionais e que rejeitam ou ignoram os métodos aceitos de coleta de dados e análise da disciplina. Essas interpretações pseudocientíficas envolvem o uso de artefatos, sítios ou materiais para construir teorias cientificamente insubstanciais para fortalecer as alegações dos pseudoarqueólogos. Os métodos incluem exagero de evidências, conclusões dramáticas ou romantizadas, uso de argumentos falaciosos e fabricação de evidências.
Não há uma teoria ou método pseudoarqueológico unificado, mas sim muitas interpretações diferentes do passado que estão em desacordo com as desenvolvidas pela comunidade científica. Estes incluem filosofias religiosas como o criacionismo ou a "ciência da criação" que se aplicam à arqueologia de períodos históricos, como aqueles que teriam incluído o suposto mito do dilúvio mundial, a narrativa do dilúvio de Gênesis, a Arca de Noé e a Torre de Babel. Algumas teorias pseudoarqueológicas dizem respeito à ideia de que as sociedades humanas pré-históricas e antigas foram auxiliadas em seu desenvolvimento por vida extraterrestre inteligente, ideia propagada por aqueles como o autor italiano Peter Kolosimo, os autores franceses Louis Pauwels e Jacques Bergier em Morning of the Magicians (1963) e o autor suíço Erich von Däniken em Chariots of the Gods? (1968). Outros, em vez disso, argumentam que havia sociedades humanas no período antigo que eram significativamente tecnologicamente avançadas, como a Atlântida, e essa ideia foi propagada por algumas pessoas, como Graham Hancock em sua publicação Fingerprints of the Gods (1995). A pseudoarqueologia também se manifestou no Maianismo e no fenômeno de 2012.
Muitas arqueologias alternativas foram adotadas por grupos religiosos. Ideias arqueológicas marginais, como arqueocriptografia e piramidologia, foram endossadas por religiões que vão desde os israelitas britânicos até os teosofistas. Outras arqueologias alternativas incluem aquelas que foram adotadas por membros da Nova Era e sistemas de crenças pagãs contemporâneos.
Arqueólogos acadêmicos têm frequentemente criticado a pseudoarqueologia, com um dos principais críticos, John R. Cole, caracterizando-a como baseada em "sensacionalismo, mau uso da lógica e evidências, incompreensão do método científico e contradições internas em seus argumentos".  A relação entre arqueologias alternativas e acadêmicas tem sido comparada à relação entre teorias de design inteligente e biologia evolutiva por alguns arqueólogos.